# Liste der Flughäfen in der Republik China
In der folgenden Liste der Flughäfen in der Republik China sind Zivilflughäfen und Militärflugplätze der Republik China aufgeführt. Die meisten Flughäfen befinden sich auf der Insel Taiwan, jedoch gibt einige kleinere auf den Penghu-Inseln, dem Kinmen-Inselarchipel und auf anderen kleinen Inseln. Militärflugplätze gibt es auf der Insel Taiwan und auf kleinen Inseln im Südchinesischen Meer.
Aufgrund der durch die Volksrepublik China vorangetriebenen internationalen Isolierung der Republik China auf Taiwan, ist diese nicht Mitglied der Internationalen Zivilluftfahrtsorganisation (ICAO), einer Unterorganisation der Vereinten Nationen. Die taiwanische Regierung hat sich in realistischer Einsicht, dass ein Antrag auf Vollmitgliedschaft am Widerstand der Volksrepublik China scheitern würde, nur um einen Beobachterstatus bei der ICAO unter dem Namen „Chinese Taipei“ beworben – bisher allerdings ohne Erfolg. Diese Politik wurde von internationalen Luftfahrtexperten kritisiert. Der Ausschluss der Republik China – einer der wichtigsten Industrienationen Asiens – gefährde die internationale Luftsicherheit.

## Flughäfen der Zivilluftfahrt
Im Jahr 2015 gab es in der Republik China 480.980 Flugbewegungen, davon 211.852 internationale Flüge (inklusive solche nach Hongkong und Macau), 77.059 zwischen der Volksrepublik China und Taiwan („cross strait“) und 192.069 Flüge innerhalb der Republik China. Transportiert wurden 58,157 Millionen Passagiere (davon international 36,163 Millionen, innerstaatlich 9,798 Millionen, über die Formosastraße 11,821 Millionen).
| Name                                  | Englischer/chinesischer Name                          | ICAO- Code | IATA- Code | Lage                               |
| ------------------------------------- | ----------------------------------------------------- | ---------- | ---------- | ---------------------------------- |
|                                       |                                                       |            |            |                                    |
| Internationale Flughäfen              |                                                       |            |            |                                    |
| Flughafen Taiwan Taoyuan              | Taiwan Taoyuan International Airport 台灣桃園國際機場 | RCTP       | TPE        | Bezirk Dayuan (Taoyuan)            |
| Flughafen Kaohsiung                   | Kaohsiung International Airport 高雄國際機場          | RCKH       | KHH        | Bezirk Xiaogang (Kaohsiung)        |
| Flughafen Taipeh-Songshan             | Taipei Songshan Airport 臺北松山機場                  | RCSS       | TSA        | Bezirk Songshan (Taipeh)           |
| Flughafen Taichung                    | Taichung International Airport 臺中國際機場           | RCMQ       | RMQ        | Bezirk Shalu (Taichung)            |
| Flughäfen vorwiegend für Inlandsflüge |                                                       |            |            |                                    |
| Flughafen Kinmen                      | Kinmen Airport 金門尚義機場                           | RCBS       | KNH        | Jinhu (Kinmen)                     |
| Flughafen Magong                      | Magong Airport 馬公機場                               | RCQC       | MZG        | Magong (Penghu-Inseln)             |
| Flughafen Tainan                      | Tainan Airport 臺南航空站                             | RCNN       | TNN        | Südbezirk (Stadt Tainan)           |
| Flughafen Taitung                     | Taitung Airport 臺東機場                              | RCFN       | TTT        | Stadtteil Fengnian (Stadt Taitung) |
| Flughafen Matsu Beigan                | Matsu Beigan Airport 馬祖北竿機場                     | RCMT       | MFK        | Beigan (Matsu-Inseln)              |
| Flughafen Matsu Nangan                | Matsu Nangan Airport 馬祖南竿機場                     | RCFG       | LZN        | Nangan (Matsu-Inseln)              |
| Flughafen Hualien                     | Hualien Airport 花蓮機場                              | RCYU       | HUN        | Xincheng (Landkreis Hualien)       |
| Flughafen Chiayi                      | Chiayi Airport 嘉義航空站                             | RCKU       | CYI        | Shuishang (Landkreis Chiayi)       |
| Flughafen Lan Yu                      | Lanyu Airport 蘭嶼機場                                | RCLY       | KYD        | Insel Lan Yu (Landkreis Taitung)   |
| Flughafen Lü Dao                      | Lyudao Airport 綠島機場                               | RCGI       | GNI        | Insel Lü Dao (Landkreis Taitung)   |
| Flughafen Qimei                       | Qimei Airport 七美機場                                | RCCM       | CMJ        | Qimei (Penghu-Inseln)              |
| Flughafen Wang’an                     | Wangan Airport 望安機場                               | RCWA       | WOT        | Wang’an (Penghu-Inseln)            |
| Flughafen Pingtung                    | Pingtung Airport 屏東機場                             | RCSQ       | PIF        | Pingtung (Landkreis Pingtung)      |
| Flughafen Hengchun                    | Hengchun Airport 恆春機場                             | RCKW       | HCN        | Hengchun (Landkreis Pingtung)      |

## Militärflugplätze
| Name                         | Englischer/chinesischer Name           | ICAO- Code | IATA- Code | Lage                              |
| ---------------------------- | -------------------------------------- | ---------- | ---------- | --------------------------------- |
|                              |                                        |            |            |                                   |
| Militärflugplätze            |                                        |            |            |                                   |
| Luftwaffenbasis Hsinchu      | Hsinchu Air Base 新竹空軍基地          | RCPO       | HSZ        | Nordbezirk (Stadt Hsinchu)        |
| Luftwaffenbasis Ganshan      | Kangshan Air Base 岡山空軍基地         | RCAY       |            | Gangshan (Kaohsiung)              |
| Luftwaffenbasis Chiayi       | Chiayi Air Base 嘉義空軍基地           |            |            | Shuishang (Landkreis Chiayi)      |
| Luftwaffenbasis Tainan       | Tainan Air Base 自由的百科全书         |            |            | Südbezirk (Stadt Tainan)          |
| Luftwaffenbasis Chiashan     | Chiashan Air Base 佳山空軍基地         |            |            | Xincheng Landkreis Hualien        |
| Luftwaffenbasis Dongsha      | Dongsha Island Airport 東沙空軍基地    | VGSG       | TKR        | Dongsha-Inseln (im Südchin. Meer) |
| Militärflughafen Taiping Dao | Taiping Island Air Base 太平島空軍基地 | RCSP       |            | Taiping Dao (im Südchin. Meer)    |
| Militärflughafen Taoyuan     | Taoyuan Air Base 桃園市空軍基地        | RCGM       |            | Bezirk Dayuan (Taoyuan)           |